# Братешул (Мехединци)
Братешул (рум. Brateșul) насеље је у Румунији у округу Мехединци у општини Бала. Oпштина се налази на надморској висини од 291 m.

## Становништво
Према подацима из 2002. године у насељу је живело 166 становника, од којих су сви румунске националности.